# Gerbrand Fenijn
Gerbrand Fenijn (Oost, 4 oktober 1932) is een Nederlandse kinderboekenschrijver.

## Leven
Gerbrand Fenijn, geboren in 1932 te Oost, een buurtschap bij Oosterend op Texel, is een auteur van kinderboeken.
Zijn vader Huib Fenijn, de Texelse volksdichter 'Huib de Rijmelaar', schreef ook kinderboeken.
Gerbrand schreef al vroeg verhaaltjes en tekende strips. Zijn vader stimuleerde hem daarbij.
Het gezin was in de Tweede Wereldoorlog, in 1940, in Alkmaar gaan wonen, maar keerde in de hongerwinter naar Texel terug. Daar maakte het de Opstand van de Georgiërs mee. 
Toen Duitsland gecapituleerd had, mocht Gerbrand enkele maanden naar Engeland om aan te sterken.
In 1946 vertrok het gezin weer naar Alkmaar, waar het 10 jaar zou blijven. Daarna kreeg Gerbrands vader een baan in Haarlem. Dit was ook de stad waar Gerbrand later met zijn gezin woonde. Hij trouwde in 1961 met de uit Indonesië afkomstige Stien Winter. Het echtpaar kreeg 4 kinderen.
Gerbrand kon vanwege de oorlog zijn school niet afmaken en hij werkte eerst bij diverse bedrijven. Daarna werkte hij 19 jaar, tot zijn pensionering, bij de Stadsbibliotheek Haarlem.

## Werk
In 1966 werd het eerste kinderboek, 'Snippers', uitgegeven. Dit leesboek, voor meisjes in het voortgezet onderwijs, werd geschreven door Gerbrand en zijn vader, onder het pseudoniem Augusta Winter.
Het eerste boek onder zijn eigen naam was 'De Vuurbakens van Griekenland' (1972). Dit boek werd in 1997 heruitgegeven. Daarna verschenen er nog meer dan veertig boeken van hem zoals 'Raadsels rond het  Palmenhuis' (1980), 'Opstand op Texel' (1999) en 'In de greep van de vijand' (2015).
Daarnaast werkte hij ook mee aan verschillende verhalenbundels, waaronder de bundels: 'Schrijvend op weg', 'Watermerk' en 'Glinsteringen'. Ook werden er verhalen en feuilletons van hem geplaatst in o.a. Jong & Vrij, de Gezinsgids, Music & Art, het Reformatorisch Dagblad, Terdege en het Nederlands Dagblad. Naast tientallen kinderboeken schreef hij enkele boeken voor volwassenen en daarnaast ook limericks, spreuken en stripscenario’s.
Diverse titels zijn ook in het Duits verschenen, waaronder 'Gefählicher Plan' en 'Harte Freiheit'. Dit zijn vertalingen van werken die eerder in het Nederlands uitkwamen.